# Задача про суму підмножини
В інформатиці задача про суму підмножини є важливою проблемою вибору в теорії складності та криптографії. Суть проблеми така: для заданої мультимножини цілих чисел, чи існує непорожня підмножина, сума елементів якої дорівнює нулю. Наприклад, якщо дано множину { −7, −3, −2, 5, 8}, то відповідь Так, тому що сума елементів підмножини {−3, −2, 5} дорівнює нулю.
Еквівалентна проблема полягає в наступному: задано мультимножину цілих чисел і цільова сума S, чи існує підмножина, сума елементів якої дорівнює S? Сума підмножини може також розглядатися як задача оптимізації: знайти підмножину, сума елементів якої найближче до S.
Сума підмножини може також розглядатися як особливий випадок задачі про рюкзак.
Цікавим особливим випадком цієї задачі є задача про розбиття, при цьому S становить половину від суми всіх елементів у множині (тобто, {\displaystyle S={\frac {1}{2}}(a_{1}+\dots +a_{n})}).
Задача є NP-повною. Проте існує декілька алгоритмів, які на практиці дозволяють швидко знайти відповідь.

## Складність
Складність проблеми суми підмножин залежність двох параметрів: N — кількості змінних рішення, і P — точності вирішення проблеми (вказується як кількість двійкових розрядів, що потрібні, щоб сформулювати завдання). (Примітка: тут літери N і P не мають нічого спільного з класом задач NP.)
Складність відомих алгоритмів експоненціально залежить від меншого з двох параметрів N і P. Таким чином, проблема є складнішою, якщо N і P мають один і той же порядок. Все спрощується тільки тоді, якщо N або P будуть дуже маленькими.
Якщо N (кількість змінних) є невеликою, то можна знайти рішення повним перебором варіантів. Якщо P (число розрядів) є невеликим фіксованим числом, то існують алгоритми динамічного програмування, які можуть вирішити це точно.
Ефективні алгоритми для випадків малих N і малих P наведено нижче.

## Експоненціальний алгоритм
Є кілька способів, щоб вирішити суму підмножини у експоненціальний час в N. Найпростіший спосіб — перебирати всі підмножини з N чисел і для кожної з них перевіряти, чи отримано потрібну суму. Час виконання буде порядку O(2NN), так як всього 2N підмножин і, щоб перевірити кожну підмножину потрібно додати N елементів.
Більш оптимальний алгоритм має час роботи О(2N/2). Цей алгоритм ділить всі множини з N елементів на дві підмножини по N/2 елементів у кожній. Для кожної з цих підмножин будується набір сум всіх 2N/2 можливих підмножин. Обидва списки сортуються. Якщо використовувати просте порівняння для сортування, отримаємо час О(2N/2N). Однак можна застосувати метод злиття. Маючи суму для k елементів, додамо (k + 1) елемент і отримаємо два сортованих списків, потім зробимо злиття списків (без доданого елемента і з доданим елементом). Тепер є список сум для (k + 1) елементів, і для його створення було потрібно O(2k) часу. Таким чином, кожен список може бути створений за час O(2N/2). Маючи два відсортованих списків, алгоритм може перевірити, чи можуть дати суми елементів першого і другого списку значення s за час O(2N/2). Для цього алгоритм переглядає перший список в порядку спадання (починаючи з найбільшого елемента), а другий список в порядку зростання (починаючи з найменшого елемента). Якщо сума поточних елементів більше s, алгоритм пересувається до наступного елемента в першому списку, а якщо менше s, до наступного елемента в другому списку. Якщо він менше s, то алгоритм переходить до наступного елементу другого масиву. Якщо ж сума дорівнює s, рішення знайдено і алгоритм зупиняється. Еліс Горовіц (англ. Ellis Horowitz) і Сартаж Сахні (англ. Sartaj Sahni) вперше опублікували цей алгоритм у 1972 році.

## Розв'язання за допомогою динамічного програмування з псевдополіноміальним часом
Завдання може бути розв'язане за допомогою динамічного програмування у псевдополіноміальний час. Нехай дана послідовність чисел
x1, …, xN
і необхідно знайти, чи існує непорожня підмножина цієї послідовності з нульовою сумою елементів. Нехай A — сума від'ємних елементів і B — сума додатних. Визначимо булеву функцію Q(i, s), що приймає значення Так, якщо існує непорожня підмножина елементів x1, …, xi, що дає в сумі s, і Ні в іншому випадку.
Тоді рішенням завдання буде значення Q(N, 0).
Зрозуміло, що Q(i, s) = Ні, якщо s < A або s > B, так що ці значення немає необхідності обчислювати або зберігати. Створимо масив, що містить значення Q(i, s) для 1 ≤ i ≤ N і A ≤ s ≤ B.
Масив може бути заповнений за допомогою простої рекурсії. Спочатку, для A ≤ s ≤ B, покладемо
Q(1, s) := (x1 == s).
де == — це булева функція, яка повертає Так, якщо х1 дорівнює s, і Ні в іншому випадку.
Наразі для i = 2, …, N, покладемо
Q(i, s) := Q(i − 1, s) чи (xi == s) чи Q(i − 1, s − xi),  for A ≤ s ≤ B.
Для кожного присвоєння значення Q в правій частині вже відомо, оскільки або воно занесено в таблицю попередніх значень i, або Q(i − 1,s − xi) = Ні при s − xi < A чи s − xi > B. Таким чином, повний час арифметичних операцій становить O(N(B − A)). Наприклад, якщо всі значення порядку O(Nk) для деякого k, то необхідно час O(Nk+2).
Алгоритм легко модифікується для знаходження нульової суми, якщо така є.
Алгоритм не вважається поліноміальним, оскільки B − A не є поліноміальним від розміру задачі, в ролі якого виступає число біт. Алгоритм поліноміальний від значень A та B, а вони експоненціально залежать від числа біт.
Для випадку, коли всі xi позитивні і обмежені константою С, Пісінжер [Архівовано 2 січня 2009 у Wayback Machine.] знайшов лінійний алгоритм зі складністю O(NC) (в цьому випадку в задачі потрібно знайти ненульову суму, інакше завдання стає тривіальним). У 2015, Коіліаріс (Koiliaris) та Ху (Xu) знайшли алгоритм, що працює зі швидкістю {\displaystyle {\tilde {O}}(s{\sqrt {N}})}, де {\displaystyle s} — сума, яку потрібно знайти.

## Приблизний алгоритм поліноміального часу
Існує версія наближеного апроксимаційного алгоритму, що дає для заданої множини N елементів x1, x2, …, xN і числа s наступний результат:
- Так, якщо існує підмножина з сумою елементів s;
- Ні, якщо немає підмножини, що має суму елементів між (1 − c)s і s для деякого малого c > 0;
- Будь-яка відповідь (так чи ні), якщо існує підмножина з сумою елементів між (1 − c)s і s, але ця сума не дорівнює  s.

Якщо всі елементи невід'ємні, алгоритм дає рішення за поліноміальний час, який залежить від N і 1/с.
Алгоритм забезпечує рішення вихідної задачі знаходження суми підмножин у разі, якщо числа малі (і, знову ж таки, невід'ємні). Якщо будь-яка сума чисел має не більше P біт, то рішення задачі c = 2−P еквівалентно знаходженню точного рішення. Таким чином, поліноміальний наближений алгоритм стає точним із часом виконання, залежать поліноміально від N та 2P (тобто експоненціально від P).
Алгоритм наближеного розв'язання задачі про суму множин працює таким чином:
```
Створюємо список 
S
, що спочатку складається з одного елемента 0.
Для всіх 
i
 від 
1
 до 
N
 виконаємо наступні дії
   Створюємо список 
T
, що складається з 
x
i
 + 
y
 для всіх 
y
 з 
S

   Створюємо список 
U
, рівний об'єднанню 
T
 і 
S

   Сортуємо 
U

   Спустошуємо 
S

   Нехай 
y
 – найменший елемент 
U

   Внесемо 
y
 в S
   Для всіх елементів 
z
 з 
U
, перебираючи їх у порядку зростання, виконаємо
      //тим самим ми виключаємо близькі значення і
      //відкидаємо значення, що перевищують 
s

     Якщо 
y
 + 
cs
/
N
 < 
z
 ≤ 
s
, покладемо 
y
 = 
z
 і внесемо 
z
 у список 
S
 
Якщо 
s
 містить число між (1 − 
c
)
s
 і 
s
, виводиться 
Так
, у противному випадку - 
Ні
```

Алгоритм має поліноміальний час роботи, оскільки розмір списків S, T та U завжди поліноміально залежить від N і 1/c і, отже, всі операції над ними виконуватимуться за поліноміальний час. Зберегти розмір поліноміальних списків дозволяє крок виключення близьких значень, на якому додається елемент z у список S, тільки якщо він більше попереднього на cs/N і не більше s, що забезпечує включення не більш N/c елементів в список.
Алгоритм коректний, оскільки кожен крок дає сумарну помилку не більше  cs/N і N кроків разом дадуть помилку, яка не перевершує cs.